# Zelandoptila yuccabina
Zelandoptila yuccabina är en nattsländeart som beskrevs av Arturs Neboiss 1990. Zelandoptila yuccabina ingår i släktet Zelandoptila och familjen tunnelnattsländor. Inga underarter finns listade i Catalogue of Life.